# ماريان هاينش
ماريان هاينش (بالألمانية: Marianne Hainisch)‏، اسمها عند الولادة ماريان بيرغر (25 مارس 1839 - 5 مايو 1936) أسست وتزعّمت الحركة النسائية النمساوية. وهي أيضًا والدة مايكل هاينش، أول رئيس للنمسا (1920 – 1928).

## حياتها
ولدت ماريان بيرغر في عام 1839 في بادن بالقرب من فيينا في النمسا. استعانت والدتها بمدرسين لمساعدتها في تعليم ماريان وإخوتها. كان والدها جوزيف بيرغر مالك مصانع في هيرتنبرغ .
في عام 1857 تزوجت ماريان من الصناعي مايكل هاينش (صاحب مصنع للغزل في أويه) وأنجبا طفلين (مايكل 1958، وماريا 1960). في عام 1868 انتقلت العائلة إلى فيينا. خلال الحرب الأهلية الأمريكية (1861-1865) مرت أشغال العائلة بأزمة، إذ لم يعد من الممكن الحصول على القطن الخام من الولايات المتحدة.
في أواخر ستينيات القرن التاسع عشر، عاشت ماريان تجربة غيّرتها كليًّا، إذ واجهت صديقة لها صعوبة في الحصول على عمل لدعم أسرتها بعد مرض زوجها. على الرغم من جهود صديقتها الكبيرة التي كانت تتقن عدة لغات ولديها مواهب موسيقية، لم تتمكن من العثور على عمل. بات جليًا لماريان البالغة من العمر 30 عامًا أهمية التعليم في تمكين نساء الطبقة الوسطى من الحصول على العمل. في عام 1870 كتبت مقالة بعنوان (حول تعليم المرأة)، لم تنشرها أي صحيفة. في اجتماع عُقد في 25 مارس 1870، قدمت ماريان مقالتها، وبلغت ذروتها في دعوة مدينة فيينا لإنشاء فصول مدرسية للفتيات. لقيت هذه القنبلة التي فجرتها ماريان متابعة على نطاق واسع في الصحف، وأسفرت عن قيام بنك الادخار النمساوي الأول بالتبرع بمبلغ 40.000 جولدن (عملة ذهبية) لتأسيس مدرسة للبنات.
في عام 1888، أسست هاينش رابطة «تعليم المرأة الموسع»، التي كانت الشعلة للسماح للنساء بالحصول على التعليم العالي. في عام 1902 أسست اتحاد المنظمات النسائية النمساوية، وكانت رئيسه حتى عام 1918.  وفي 17 تشرين الأول 1906، عقدت اجتماعًا للجنة حق الاقتراع للمرأة، مُرحِبةً بالمتحدثتين كاري تشابمان كات (عملت فريدريك زايليس مترجمة لها) وأليتا جاكوبس اللتين شاركتا مؤخرًا في المؤتمر الثالث للتحالف الدولي لحقوق المرأة.
أبلغت هاينش المجموعة عن جمع الآلاف من التواقيع على عريضة ستقدم قريباً إلى الهيئة التشريعية لحثها على إلغاء المادة 30 من قانون الجمعيات. كانت المادة 30 جزءًا من القانون الشرعي الذي حرم المرأة من السلطة السياسية. في عام 1919 انتُخبت نائبة لرئيس المجلس الدولي للمرأة الذي انتسب إليه الاتحاد في عام 1904، وشغلت المنصب حتى عام 1924.
في خريف عام 1918، انضمت ماريان هاينش إلى الحزب المدني الديمقراطي، وبعد أحد عشر عامًا، شاركت في تأسيس حزب المرأة النمساوية. تعد هاينش أول من احتفل بعيد الأم في النمسا، والذي بدأ الاحتفال به منذ عام 1924.
توفيت في 5 مايو 1936.
في عام 1967، نصبت بلدتها الأصلية في بادن تمثالًا على شرفها. في عام 1989، أصدرت النمسا طابعًا تذكاريًا بمناسبة الذكرى السنوية المئة والخمسين لميلادها. في عام 2002، أسمت فيينا شارعًا باسم (ماريان-هاينش-جاسي) تكريمًا لها.